# Шкала краткой оценки когнитивных функций у пациентов с шизофренией
Шкала краткой оценки когнитивных функций у пациентов с шизофренией (англ. Brief Assessment of Cognition in Schizophrenia, BACS) — батарея из шести тестов, которые предъявляются в определённом порядке, позволяющая полноценно оценить сферы когнитивного функционирования, в наибольшей степени нарушенные у пациентов с шизофренией.
| Когнитивные функции                   | Тесты (BACS)                                                            |
| ------------------------------------- | ----------------------------------------------------------------------- |
| Скорость обработки информации         | Семантическая беглость (5) Двигательный тест с фишками (3) Шифровка (4) |
| Рабочая память                        | Последовательность чисел (2)                                            |
| Слухоречевая память                   | Вербальная память и заучивание (1)                                      |
| Исполнительные функции (планирование) | Башня Лондона (6)                                                       |

В таблице приводится соответствие когнитивных функций и тестов батареи, в скобках указана очередность тестов.

Шкала BACS была разработана в Университете Дьюка (Keefe R.S. с соавт.), доступна на 9 языках, в том числе и на русском. Для проведения батареи тестов BACS требуется всего около 30 минут, допустимо её использование как в рутинной практике, так и в исследовательской работе. Шкала была специально разработана для оценки изменений в познавательных функциях в процессе терапии. Она включает альтернативные формы заданий, позволяющие исключить эффект обучения при повторном обследовании. Шкала включает задания для оценки функции программирования и контроля, речевой беглости, рабочей памяти, моторных навыков. Ее достоверность, валидность и сравнимость альтернативных форм была установлена эмпирически разработчиками батареи. Было показано, что композитное значение шкалы BACS чувствительно по отношению к когнитивному дефициту при шизофрении.